# 瓊氏美鮭脂鯉
瓊氏美鮭脂鯉，為輻鰭魚綱脂鯉目脂鯉亞目頂器脂鯉科的其一種，分布於南美洲马代拉河、内格罗河流域，體長可達2.3公分，棲息在底中層水域，生活習性不明。